# Vágkohány
Vágkohány (1899-ig Kochanócz, szlovákul Kochanovce) Adamóckohanóc településrésze, egykor önálló falu Szlovákiában, a Trencséni kerületben, a Trencséni járásban.

## Fekvése
Trencséntől 10 km-re délnyugatra, a Vág jobb oldalán fekszik. Adamóckohanóc nyugati részét képezi.

## Története
Vágkohányt 1394-ben „possesio Kohan” néven említik először. Neve a szláv „Kochan” személynévből származik. Első birtokosa a helyi nemes Kohanovszky család volt, mely a faluról nyerte a nevét. A 15. században a faluban a Zamarovszky és Szolopnay családnak is voltak birtokaik. Később legnagyobb birtokosa az azari Ottlik család volt. 1535-ben említik Kohanovszky Miklóst egy helyi birtokkal kapcsolatban. A család a 17. századig maradt a községben. 1663 őszén a Vágmente településeivel együtt mindhárom falut feldúlta a török. Lakói mezőgazdasággal, gyümölcstermesztéssel foglalkoztak. Híres volt a kohányi szilvalekvár, valamint az itteni szilva és diópálinka.
A 18. század végén Vályi András így ír róla: „KOCHANÓCZ. Tót falu Trentsén Várm. földes Ura Otlik Uraság, lakosai katolikusok, és evangelikusok, fekszik Trebinek szomszédságában, és annak filiája, határja jó termékenységű, vagyonnyai jelesek.”
A 19. században már Vágújhelyen találjuk a Kohanovszkyakat, ahol sörfőzdét működtettek. A 19. század elején Szontágh Lajos, majd Szilvay Imre, a báró Seckendorf és végül a Bissinger grófi család volt a birtokosa, akik egészen 1922-ig laktak a településen.
Fényes Elek 1851-ben kiadott geográfiai szótárában így ír a faluról: „Kochanócz, Trencsén m. tót falu, a Vágh jobb partján, Trencséntől délre 1 mfld. Számlál 69 kath., 238 evang., 7 zsidó lak. Kath. és evang. anyatemplom. Földe termékeny, erdeje nagy, bort is termeszt. F. u. Ambro család.”
1910-ben 355, túlnyomórészt szlovák lakosa volt. 1919-ben 328 lakosából 327 csehszlovák és 1 egyéb nemzetiségű volt. A trianoni békéig Trencsén vármegye Trencséni járásához tartozott.
1960-ban Vágkohány (Kochanovce) és Adamóckisbiróc egyesült, így jött létre Adamóckohanóc.

## Nevezetességei
- Az Ottlik-kastély a 19. század elején épült klasszicista stílusban.
- Szent Péter és Pál apostolok tiszteletére szentelt római katolikus temploma 1758 és 1760 között épült barokk stílusban. Orgonáját 1791-ben építették.
- Evangélikus temploma 1784-ben épült. Belsejét 1904-ben átépítették.

## Neves személyek
- Vágkohányban született 1885. április 17-én Vladimír Roy szlovák költő, műfordító.
- Kohanócon született Szeberényi Gusztáv Adolf teológiai doktor, a Bányai evangélikus egyházkerület püspöke 1872-től haláláig, főrend, országgyűlési képviselő.
- Vágkohányon szolgált Szeberényi János, Bányai evangélikus egyházkerületi püspök.
- Itt nyugszik báró Szalavszky Gyula (1846-1936) politikus, főispán.

## Külső hivatkozások
- Szlovákia térképén

## Lásd még
- Adamóckohanóc
- Ádámfalva
- Kisbiróc